# Коллон (деревня)
Коллон (англ. Collon; ирл. Collann) — деревня в Ирландии, находится в графстве Лаут (провинция Ленстер). В деревне расположено цистерцианское аббатство Нью-Меллифонт. Также здесь была русская языковая школа, основанная русскими эмигрантами в 1920-е годы. На кладбище при церкви Коллона имеются русские захоронения с православными крестами.

## Демография
Население — 564 человека (по переписи 2006 года). В 2002 году население составляло 424 человек.
Данные переписи 2006 года:
| Общие демографические показатели |               |                               |                               |      |      |
| Всё население                    | Всё население | Изменения населения 2002—2006 | Изменения населения 2002—2006 | 2006 | 2006 |
| 2002                             | 2006          | чел.                          | %                             | муж. | жен. |
| 424                              | 564           | 140                           | 33                            | 277  | 287  |